# Províncies Unides
|  | Aquest article tracta sobre les Províncies dels Països Baixos. Vegeu-ne altres significats a «Províncies Unides (desambiguació)». |

Les Províncies Unides, o Set Províncies Unides dels Països Baixos, és el nom amb què es coneixien els Països Baixos septentrionals, a l'època de la Guerra de Successió espanyola, al segle xviii, entre l'any 1579 i el 1795, constituïdes com a república federal des de la unió d'Utrecht (1579). Amb el pas dels segles, acabaren donant lloc als actuals Països Baixos.

## Independència
El 1581, l'assemblea dels estats d'Holanda va decidir retirar el nom del rei de les actes judicials i administrar justícia en nom del príncep d'Orange. El territori fou objecte de nombroses disputes europees, encapçalades per les monarquies borbòniques i austríaques, fins que, l'any 1648, la pau de Münster els alliberà del domini castellà, tot i que després tornaren a passar un període sota domini francès com a República Batava des del 1795, i després del Regne d'Holanda (1806-1810).

## Territori
Les Províncies Unides eren les províncies d'Holanda, de Zelanda, de Gelderland, d'Utrecht i de Frísia i, des del 1594, també les de Groningen i Overijssel. Encara a la frontera meridional va haver-hi moltes disputes territorials amb Castella que només van resoldre's en el 1661 en el tractat de partició.
Les Províncies Unides governaven també les terres de la Generalitat. Aquests territoris tenien un estatut secundari. Només dos segles després van esdevenir unes províncies de veritat, en l'adveniment de la República Batava, que declarava la igualtat de tots els ciutadans sota la influència dels republicans francesos.

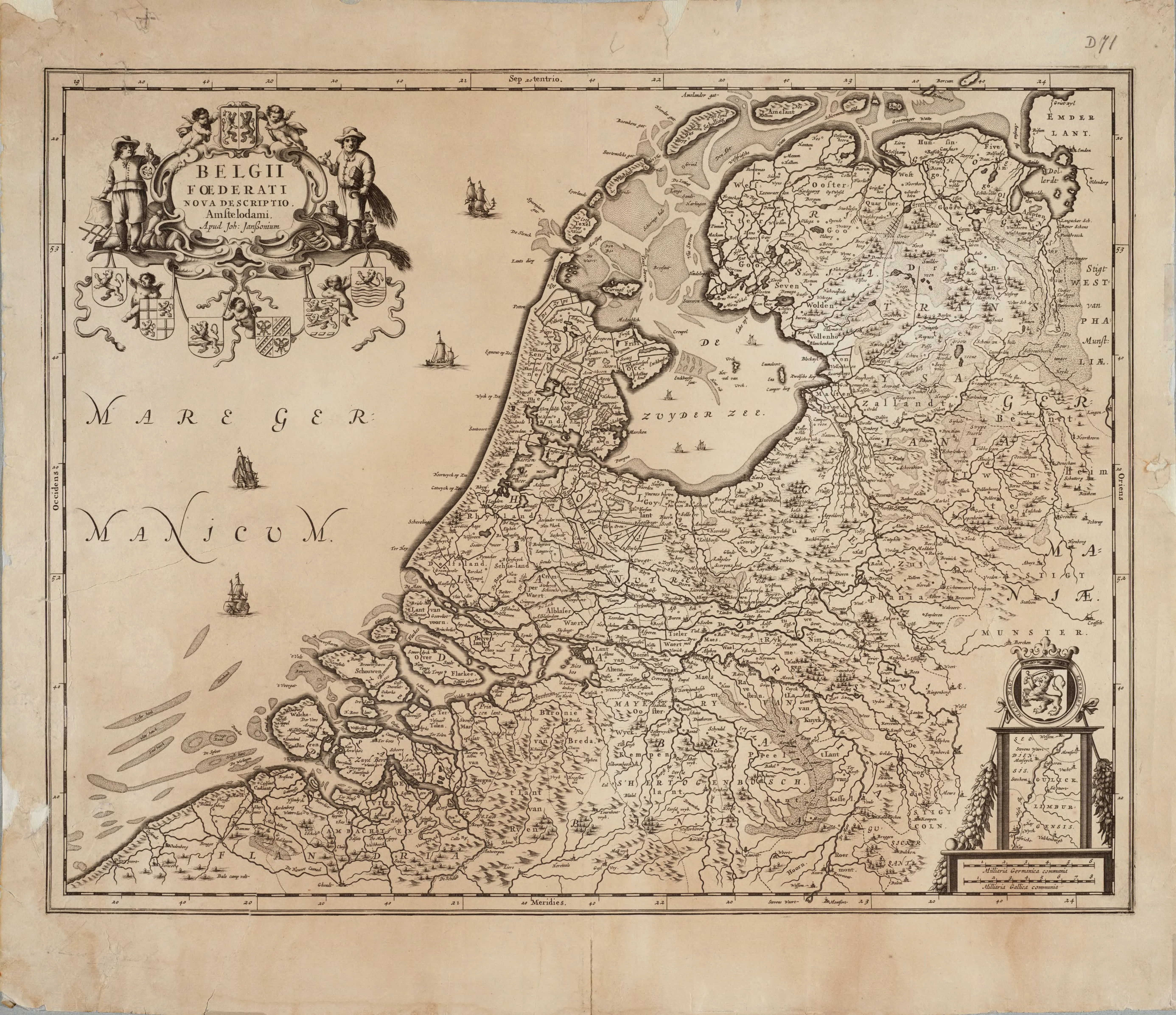
Mapa de les Set Províncies Unides, 1658